# Щугорев, Виктор Дмитриевич
Виктор Дмитриевич Щугорев (род. 22 января 1936, Тоцкий район, Оренбургская область) — советский хозяйственный, государственный и политический деятель.

## Биография
Родился в 1936 году в селе Погромное. Член КПСС.
Окончил Куйбышевский индустриальный институт.
До 1961 — оператор, механик, старший инженер в нефтепромысловом управлении «Кумдагнефть» объединения «Туркменнефть».
В 1961-1971 —  старший мастер, заместитель начальника, старший инженер, заведующий нефтепромыслом, начальник Центральной производственно-диспетчерской службы и заместитель начальника нефтегазодобывающего управления «Богатовскнефть» объединения «Куйбышевнефть».
В 1971-1978 — заместитель начальника Дедуровского газопромыслового управления, руководитель Дирекции по обустройству газоконденсатного месторождения, главный инженер Дедуровского газопромыслового управления.
В 1978-1983 — директор объединения «Оренбурггазодобыча».
В 1983-1985 — главный инженер ВПО «Оренбурггазпром».
В 1985-2002 — генеральный директор ПО, ООО «Астраханьгазпром».
Делегат XXVII съезда КПСС.
Живет в Астрахани. 

## Награды
- Орден «За заслуги перед Отечеством» III степени (04.10.1998)[4]
- Орден «За заслуги перед Отечеством» IV степени (01.09.1995)[5]
- Орден Ленина (02.03.1981)
- Орден Трудового Красного Знамени (11.12.1974; 14.05.1985)
- Благодарность Президента Российской Федерации (14.01.2002)[6]
- Почётный гражданин города Астрахани (1993)
- За работу «Комплексное решение проблемы безопасного освоения уникальных сероводородсодержащих нефтегазовых ресурсов Прикаспийского региона (теория и практика)» был как руководитель работы удостоен Государственной премии Российской Федерации в области науки и техники 2002 года